# Grot
Grot (förkortning av grenar och (träd)toppar, numera ofta utan versaler) är virkessortiment som ibland tas ut vid slutavverkningar. Grot är enkelt uttryckt det spill som uppstår när skördaren apterat (kapat) trädstockarna. Vid skörd av grot skall skördaren anpassa avverkningen på ett sådant sätt att groten hamnar i högar, så att nästa steg blir rationellt. Vanligen skotas sedan groten ut till avlägg av en grotskotare, men det finns även buntare som komprimerar groten till lätthanterligare buntar. Groten flisas eller krossas sedan till flis för att producera fjärrvärme i värmeverk eller elektricitet och fjärrvärme i kraftvärmeverk.
Grot från framförallt lövträd har även visat sig väldigt attraktivt för vedlevande insekter. Stora högar av färskt virke kan med hjälp av frisläppta doftämnen locka till sig hundratals insektsarter, däribland många rödlistade.  
Avverkningsrester som biobränsle utgör en förnybar energikälla. Det kan dock ha negativa effekter på biologisk mångfald och ekosystemtjänster i skogen.